# Schönhauser Allee (metropolitana di Berlino)
La stazione di Schönhauser Allee è una stazione della metropolitana di Berlino, sulla linea U2, che congiunge Pankow a Ruhleben.
È posta sotto tutela monumentale (Denkmalschutz).

## Interscambi
- Stazione ferroviaria (Schönhauser Allee)[2]
- Fermata tram (S+U Schönhauser Allee, linea M1)[3]